# Bryan Fury
Bryan Fury (ブライアン・フューリー, buraian fyūrī?) es un personaje estadounidense ficticio de la serie de videojuegos de pelea Tekken Hizo su primera aparición en Tekken 3 y desde entonces ha estado disponible en todas las entregas de la saga.

## Historia
Bryan apareció por primera vez en Tekken 3 y ha regresado en todos los juegos posteriores de Tekken. Bryan es popular entre los fanáticos por su personalidad despiadada, estilo de lucha contundente y risa malvada característica.

### Personalidad
Bryan es brutal, insensible y psicótico en general. A lo largo de toda la serie Tekken, está claro que la motivación de Bryan no es más que crear estragos y miseria donde quiera que vaya. Su egoísmo se ha demostrado varias veces, como cuando traicionó al Doctor Geppetto Bosconovitch y Yoshimitsu poco después de que Yoshimitsu lo salvó de la muerte.
Bryan rara vez habla y por lo general expresa su alegría al ver a otros sufrir a través de risas y sonrisas maníacas. Notablemente, en el juego cruzado Street Fighter X Tekken, Bryan habla mucho más a menudo que en cualquiera de los juegos de Tekken en los que se encuentra (lo que también es cierto para su compañero, Jack-X). Sin embargo, habla en oraciones completas en sus interludios de Tekken 5 y también en el modo Campaña de escenario en Tekken 6, aunque en este último no se escucha su voz.

### Tekken 3
Bryan Fury fue antaño un habilidoso y astuto detective originario de Estados Unidos. Si bien era eficiente, era conocido por estar involucrado en asuntos turbios y por ser un implacable policía corrupto. El detective Lei Wulong de la policía de Hong Kong descubrió que Bryan estaba involucrado con unos traficantes de drogas. Mientras se hallaba en Hong Kong, Bryan fue asesinado en un tiroteo.
Su cuerpo fue localizado por el Dr. Abel, un científico especialista en cíbertecnología. El Dr. Abel buscaba un sujeto adecuado que encajara con su proyecto de fabricación de cyborgs a partir de cuerpos humanos, y Bryan era el idóneo para sus planes. Bryan revivió transformado en un organismo cibernético.
El Dr. Abel mantenía una intensa rivalidad con el Doctor Geppetto Bosconovitch, que trabajaba para la Mishima Zaibatsu en el desarrollo de cíbertecnología. Abel ordenó a Bryan inscribirse en el III Torneo del Rey del Puño de Hierro para que eliminara a Yoshimitsu, un aliado cercano del Doctor Geppetto Bosconovitch.

### Tekken 4
Con el paso del tiempo, Bryan se daba cuenta de que el final de su vida estaba cerca, y tan solo una persona podía cambiar esto: el Dr. Abel, su creador. Sin embargo, hacía ya dos años que Abel lo había abandonado cuando la Mishima Zaibatsu lo contrató para liderar su departamento científico. Bryan cada vez guardaba un mayor resentimiento: hacia la Mishima Zaibatsu por arrebatarle a Abel, y a este mismo por abandonarle.
Cuando se convocó el IV Torneo del Rey del Puño de Hierro, Bryan decidió inscribirse sabiendo que era su última oportunidad. Si todo iba según sus planes, Bryan derrotaría a Heihachi Mishima y se convertiría en el líder de la Mishima Zaibatsu, después le ordenaría a Abel reconstruir su cuerpo para convertirlo en la máquina de lucha definitiva.

### Tekken 5/Tekken 5: Dark Resurrection
Durante el anterior torneo, Bryan localizó al Dr. Abel cuando se infiltró en las instalaciones de la Mishima Zaibatsu. Tras confrontar a Abel, éste quedó estupefacto al comprobar que Bryan seguía vivo. A Bryan apenas le quedaban ya fuerzas, pero con todo el odio y desesperación que tenía acumulados, asestó un golpe a Abel que le hizo volar al otro lado de la habitación donde se hallaban. Tras eso, Bryan cayó inconsciente.
Bryan se despertó junto al Doctor Geppetto Bosconovitch. Yoshimitsu lo había rescatado y lo había llevado hasta sus laboratorios. Bosconovitch le propuso proporcionarle un cuerpo nuevo a cambio de que Bryan le permitiera quedarse con el actual, a lo que Bryan aceptó. Resultó que el cuerpo de Bryan era demasiado complejo como para instalarlo en otro, así que el doctor decidió instalarle un generador de energía perpetuo. Tras un año de sueño inducido, Bryan se despertó, pero en lugar de mostrarse agradecido, atacó al doctor y a los miembros del clan Manji que lo custodiaban, para después arrasar el laboratorio.
Tras oír que se celebraría el nuevo V Torneo del Rey del Puño de Hierro, Bryan creyó que sería el escenario perfecto para probar sus nuevas habilidades.

### Tekken 6/Tekken 6: Bloodline Rebellion
Bryan entró en el pasado torneo para probar su nuevo generador de energía perpetuo, pero Yoshimitsu se interpuso en su camino y le privó de comprobar su verdadero potencial.
A medida que su frustración y rabia aumentaban, también lo hacían sus ansias de destrucción. Bryan viajó por todo el mundo provocando caos y muerte a su paso. Cansado de batallas sin alicientes, cuando se enteró de que se iba a convocar el VI Torneo del Rey del Puño de Hierro, Bryan se inscribió buscando la oportunidad de enfrentarse a oponentes dignos.

### Tekken 7
El conflicto entre Bryan Fury y Bob en Tekken 7 se presenta en una de las historias secundarias del juego. Este enfrentamiento surge como parte de los enfrentamientos individuales que cada personaje tiene en su narrativa personal, pero no está conectado con la trama principal.
Bryan, como un cyborg caótico, continúa con su racha de destrucción. En su búsqueda de caos, interrumpe a Bob, quien no puede ignorar el alboroto causado por Bryan. Bob, siempre orgulloso de su fuerza y habilidad, decide intervenir para detenerlo. Sin embargo, para Bryan, esto no es más que una nueva oportunidad de pelear contra alguien que podría ser un desafío.
El desenlace de este enfrentamiento queda a interpretación del jugador, ya que la historia no profundiza en las consecuencias. Si bien Bob es un luchador formidable, Bryan es una máquina de guerra prácticamente imparable, lo que deja abierta la posibilidad de que cualquiera pueda ganar según las habilidades del jugador en combate.
Este conflicto destaca más por sus personalidades opuestas y el tono humorístico que por su impacto en la narrativa general del juego.

### Tekken 8
Tras obtener el generador permanente, Bryan Fury se convirtió en el androide definitivo y utiliza su fuente de energía infinita para sembrar el caos.
Incluso una vez concluida la lucha entre la Corporación G y Mishima Zaibatsu, Bryan siguió cometiendo actos de guerra por todo el mundo, y pronto pasó a ser el objetivo de las organizaciones de policía internacionales. Algo cambió de repente en Bryan cuando, durante un conflicto en la ciudad, se enfrentó a la unidad antiterrorista de élite de la agencia de policía internacional a la que antes pertenecía.
Ya fuese por el excesivo uso que le había dado en infinidad de enfrentamientos o por un recuerdo persistente de su cuerpo mortal, el generador permanente se sobrecalentó durante el combate. Una oleada de sentimientos de poder y placer se grabó a fuego en su mente y tornó su cerebro de color rojo carmesí. Al despertarse, se encontraba solo y rodeado de la devastación que probablemente él mismo había causado.
«¿De verdad eres el infame Bryan Fury?...» Alguien que parecía conocerlo y cuya voz procedía de debajo de los escombros pronunció esas palabras, pero el sonido de una lluvia de puñetazos y una risa maníaca las interrumpió de golpe.

## Curiosidades
- Desde Tekken Tag Tournament, Bryan se reirá cuando lo golpee una burla o un lanzamiento específico. Originalmente, solo Lee Harassment desencadenó esto, pero los juegos posteriores también incluyeron Bad Habit, Twisted Mind, Volcano Blaster, Rock'n Roll Circus y Asuka's Ultimate Tackle.
- Desde Tekken 5, Yoshimitsu tendrá un ataque especial exclusivo de Bryan conocido como Poison Knee Taunt.
- Bryan usó la misma muestra de voz de risa para su  Fisherman's Slam  desde su debut en Tekken 3 hasta Tekken 6, donde se le dio un nuevo actor de voz y la muestra se retiró.
- Según Katsuhiro Harada, la risa de Bryan ha sido la misma línea de voz desde TK3 hasta TTT2, pero los cambios en el hardware en evolución han hecho que suene diferente.
- Bryan Fury reemplazó a Bruce Irvin en Tekken 3, por lo que comparten muchas similitudes, como su nacionalidad, estilo de lucha, una animación de una sola victoria (que Bryan ya no tiene desde Tekken 4 en adelante) y un odio hacia Lei Wulong. A pesar de estos hechos, no existe una relación confirmada entre los dos en la historia.
- Bryan se desbloquea después de ganar el juego seis veces.
- Los jefes de Bryan Fury en el juego secundario de Tekken Force son (en orden de aparición) Lei Wulong, Gun Jack , Yoshimitsu y Heihachi Mishima.
- En Tekken Tag Tournament Bryan tiene una pose de introducción especial con Bruce Irvin.
- El subjefe de Bryan es Yoshimitsu. Si Yoshimitsu no está disponible, entonces es Lei Wulong.
- Se puede jugar con Bryan Fury en Tekken 4 después de ganar el juego cinco veces, o tan pronto como se complete el Modo Historia con Yoshimitsu.
- Bryan tiene una nueva pose ganadora que lo hace golpear al oponente en la cara, en este juego, golpea al oponente en la cara 10 veces y mientras lo hace, hace su risa malvada característica y dice "Muere", pero en juegos posteriores, los golpes se aumentan a 13 y no dice nada.
- En relación con el punto anterior, en la última entrega (Tekken 8) la pose ganadora de Bryan de golpear al oponente en la cara volvió a reducirse a 10 golpes, pero esta vez no se ríe, solo hace sonidos de desprecio al rival mientras lo golpea.
- En la historia narrativa de Mokujin en Tekken 5 se puede ver a un hombre con el mismo aspecto de Bryan Fury entrenando con el personaje mencionado anteriormente.
- En la historia narrativa de Yoshimitsu en Tekken 5 se puede ver a Bryan Fury echado en una camilla aparentando que va a ser mejorado por el Doctor Geppetto Bosconovitch.
- En la historia narrativa de Armor King II en Tekken 5: Dark Resurrection se puede ver como este está derrotando a un hombre que tiene el mismo aspecto de Bryan Fury, aunque se desconoce si se trata de él. Como dato adicional en su entrega posterior (Tekken 6) Bryan Fury será el primer rival de Armor King II.
- En el video de introducción de Tekken 6 se le puede ver en una escena peleando con Paul Phoenix, recibiendo unos cuantos golpes y luego golpeando puño con puño, generando que el piso en donde están pelando se destruya poco a poco.
- En el modo campaña de Tekken 6, Bryan Fury es el primer rival.
- En el videojuego de historia no canónica titulado Street Fighter x Tekken hace equipo con Jack-X (personaje que solo aparece en ese videojuego creado por Capcom) y a pesar de que en entregas anteriores nunca ha intercambiado diálogo con ningún Jack de cierta manera están vinculados con el Doctor Geppetto Bosconovitch.